# Сантьяго-де-Керетаро
Сантья́го-де-Кере́таро (исп. Santiago de Querétaro) — город в Мексике, столица штата Керетаро, административный центр муниципалитета Керетаро. Численность населения, по данным переписи 2010 года, составила 626 495 человек.

## История

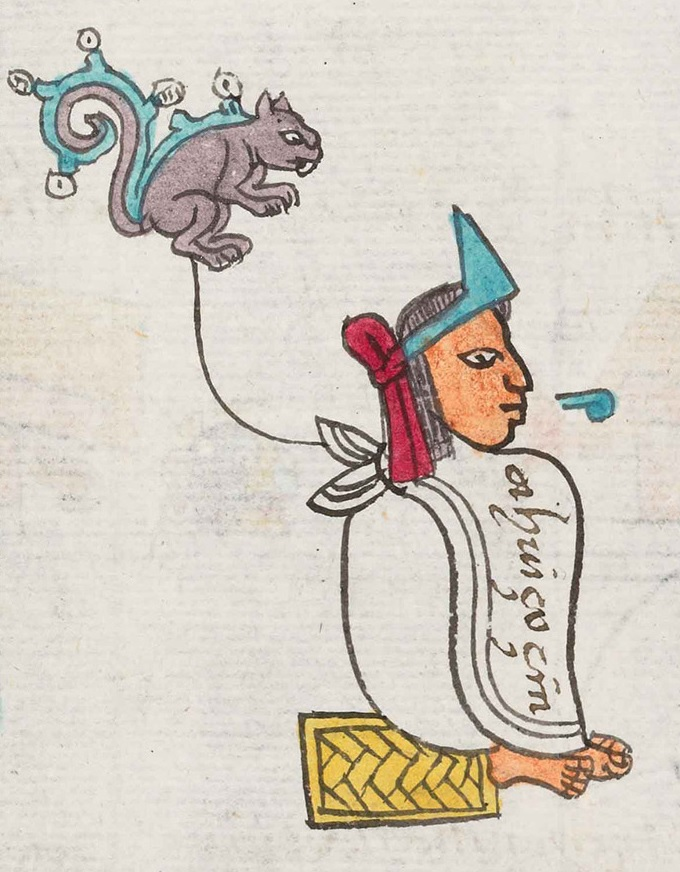
Изображение Ауицотля в Кодексе Мендоса

Район этот был населён около 200 н. э. мезоамериканскими группами, двигавшимися на север, а археологические артефакты говорят о влиянии Теотиуакана. С классического периода здесь были два населённых центра — Толукилья (Toluquilla) и Ранас (Ranas). Гора, теперь известная как Серрито (El Cerrito), была церемониальным центром, но была покинута по неизвестным причинам. В более поздний доиспанский период область была населена племенами отоми, которые основали поселения со сложной политической системой ко времени Ацтекской империи, в которой их упоминали как «Нация Отоми». Область Керетаро в 1440-х г. находилась под властью владения Шилотепеке (Xilotepeque), который подчинялся ацтекам. Под управлением Ауицотля в конце 15 в. ацтеки управляли областью непосредственно, по причине защиты от воинственных чичимеков с севера. Отоми здесь были самым многочисленным народом, а также здесь жили чичимеки. В доиспанский период и колониальный период, отоми жили родовыми общинами на определённых территориях, в саманных хижинах. Они вели оседлый образ жизни и занимались сельским хозяйством. Однако, в отличие от ацтеков, отоми не создали известных культурных центров.
Датой основания города считается 23 июля 1531 года, когда испанец Эрнан Перес Боканегра (Hernán Pérez Bocanegra y Córdoba) прибыл сюда с отоми Конином (после крещения — Фернандо де Тапией (Fernando de Tapia)), который руководил Шилотепеке. Поселение было названо Сантьяго-де-Керетаро. В эту дату испанцы и их индейские союзники сошлись в битве с местными отоми и чичимеками на холме, который сейчас называется Сангремаль (Sangremal), а тогда назывался Инлотепеке (Ynlotepeque) и считался священным в доиспанский период. Хронист монах Исидро Феликс де Эспиноса пишет, что в решающий момент битвы, когда индейцы уже одерживали победу, произошло солнечное затмение, и туземцы разбежались. Испанцы утверждали, что в этот момент увидели Святого Яго (Святого Иакова) — небесного покровителя Испании, скачущего на белом коне с червлёным крестом.
В связи с постоянными набегами индейцев поселение развивалось весьма медленно, и заметно отставало от развития других городов региона. В 1530-х г. в регион прибыли монахи-францисканцы, которые стали заниматься крещением туземцев и постройкой церквей и монастырей. Позже к ним присоединились монахи-иезуиты. Поселение было объявлено городом в 1606 году, и к 1655 в нём жили только испанцы. В 1656 году городу был присвоен титул Muy Noble y Leal Ciudad de Santiago de Querétaro (Муй Нобле и Леаль Сьюдад де Сантьяго де Керетаро) (Весьма Благородный и Лояльный город Сантьяго-де-Керетаро) и пожалован герб. Город активно развивался благодаря росту сельскохозяйственного производства, промышленности и образовательных учреждений. К XVIII веке город имел прозвища «Жемчужина Бахио» и «Третий город Вице-королевства».

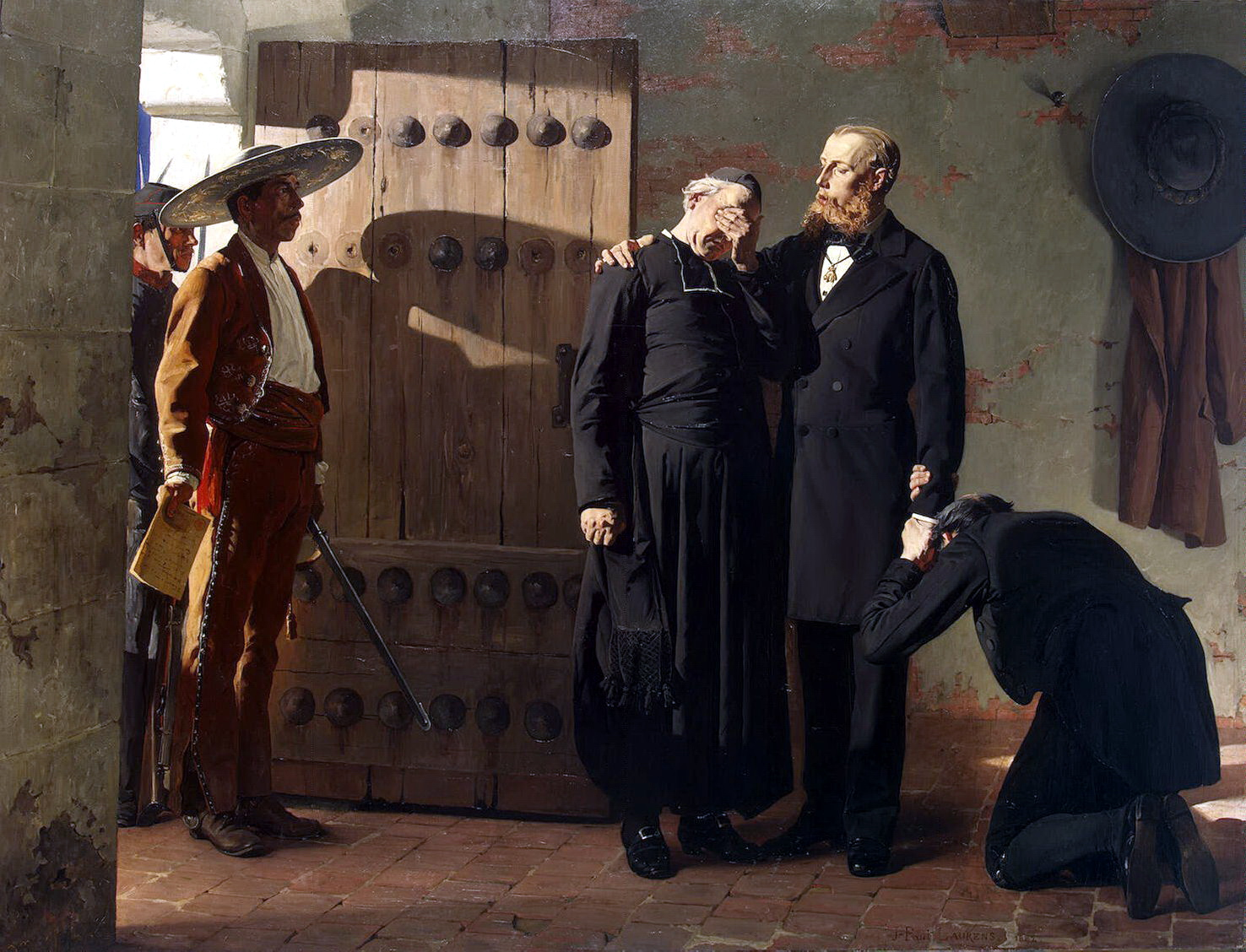
Жан-Поль Лоран «Последние моменты жизни Максимилиана»

Керетаро, как полагают являлся одной из «колыбелей» Мексиканской независимости. В 1810—1817 годы в городе происходили сражения Войны за Независимость. После окончания войны, в 1823 году город стал столицей штата Керетаро. В 1847 году, во время американского вторжения в Мексику, сюда была перенесена столица страны. В 1867 году император Мексики Максимилиан I был побеждён в сражении при Серро де лас Кампаньяс. В 1916 году из-за Дела Тампико в Керетаро снова была перенесена столица Мексики. В 1917 году здесь была принята новая конституция страны. В 1996 году исторический центр Керетаро был признан ЮНЕСКО Мировым наследием.

## Экономика и инфраструктура
В городе имеются различные предприятия пищевой, автосборочной, целлюлозно-бумажной, химической промышленности, также имеются заведения культуры, образования. Вокруг города имеется ряд индустриальных парков. Развита транспортная инфраструктура. Город обслуживает Международный аэропорт Керетаро.

## Города-побратимы
Сантьяго-де-Керетаро имеет отношения со следующими городами-побратимами:
- Бейкерсфилд, США
- Йосу, Республика Корея
- Канкун, Мексика (22 июля 2019)[3]
- Каракас, Венесуэла
- Оахака-де-Хуарес, Мексика[4]
- Ориндж, США
- Сантьяго, Чили
- Сантьяго-де-Компостела, Испания
- Холланд[вд], США

## Фотографии

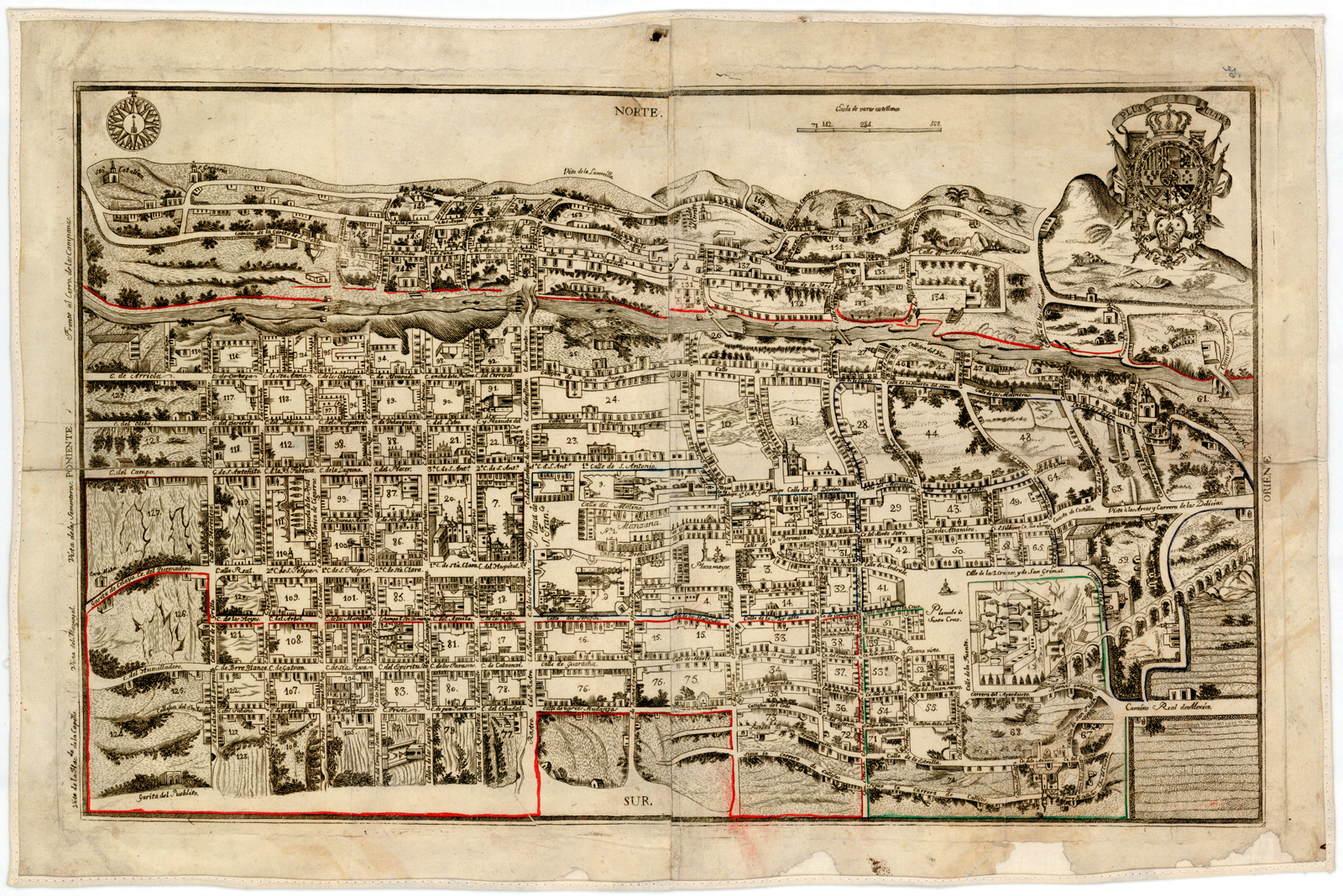
План города 1769 года
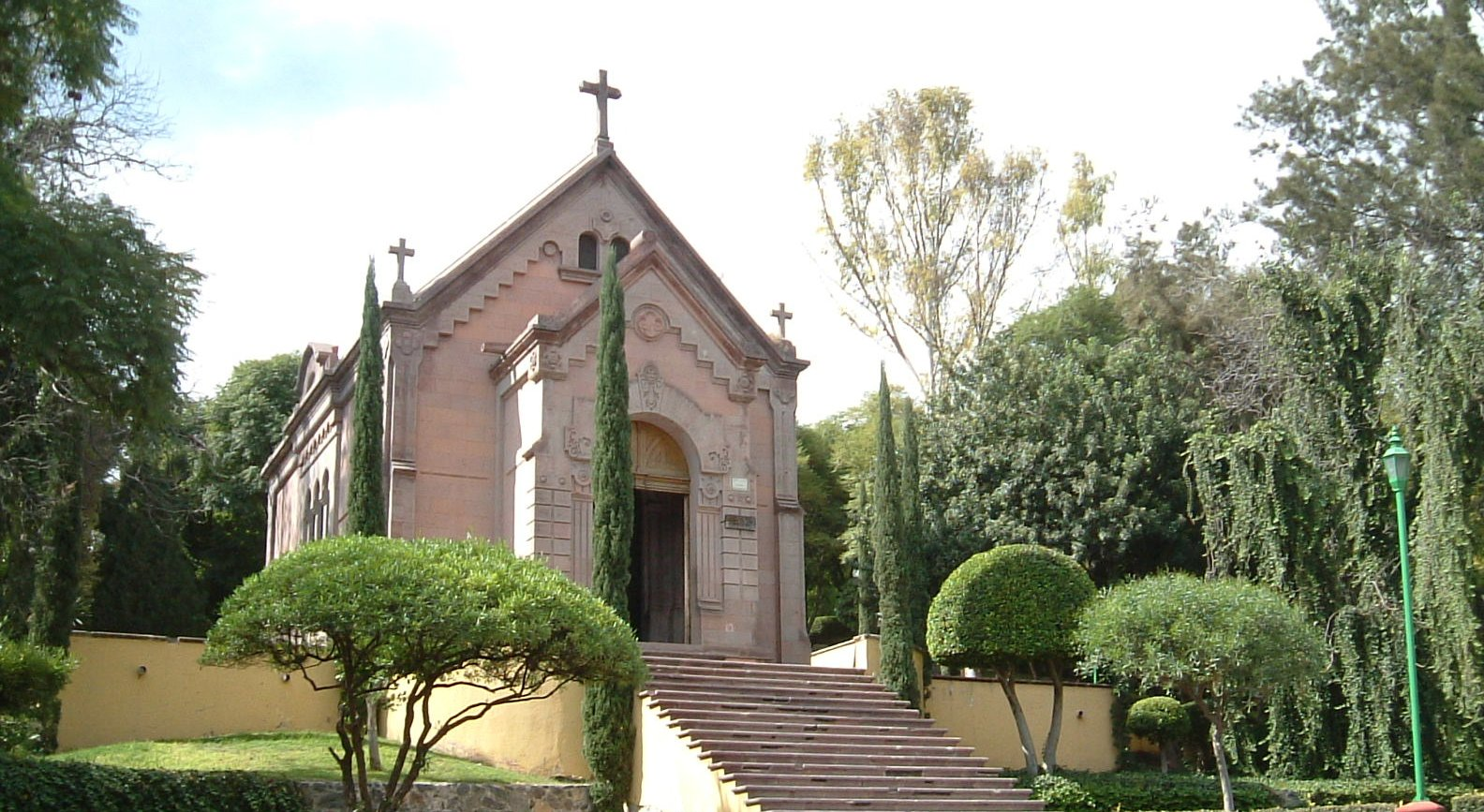
Капелла императора Максимилиана I
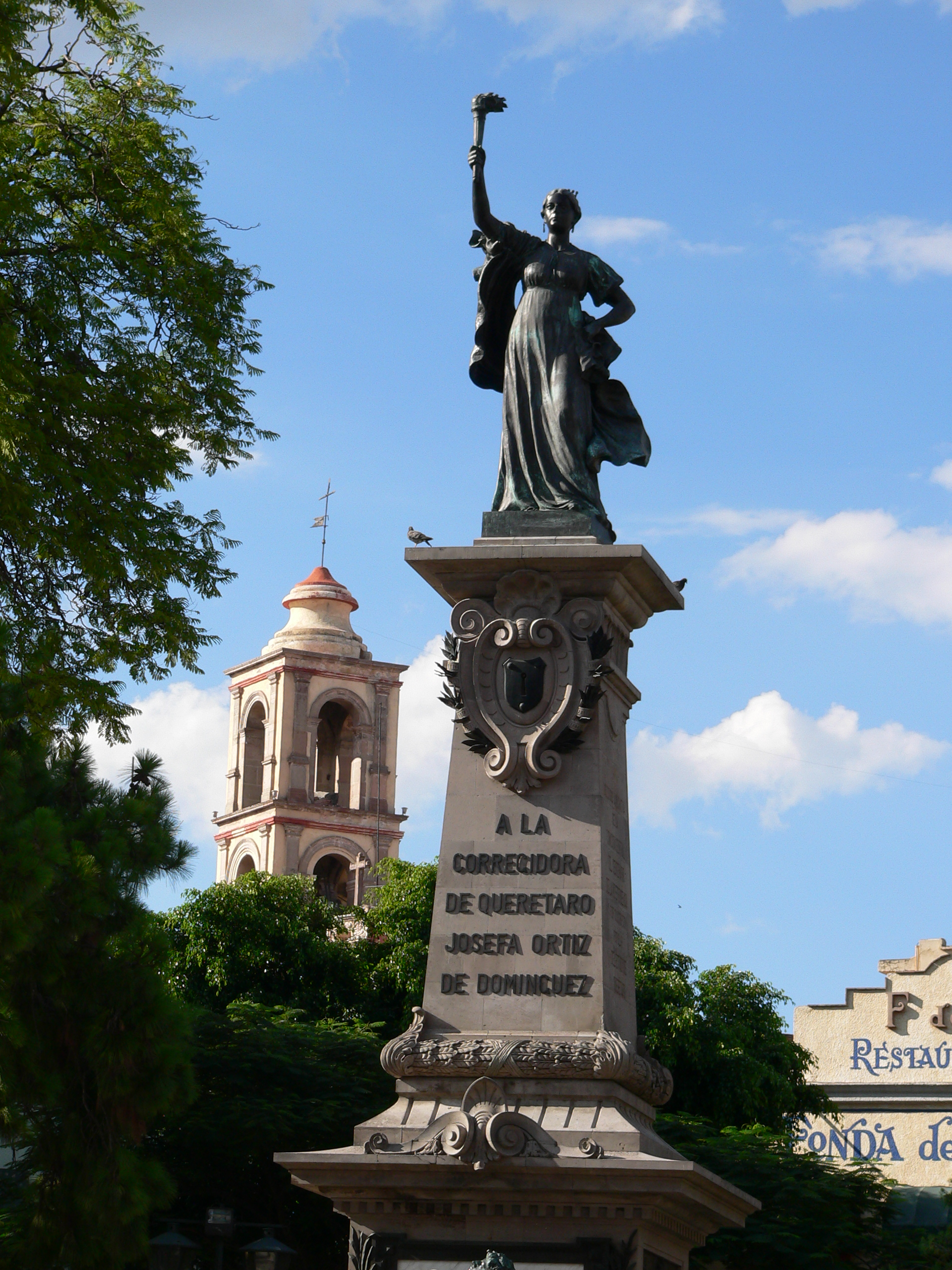
Памятник донье Хосефе Ортис де Домингес
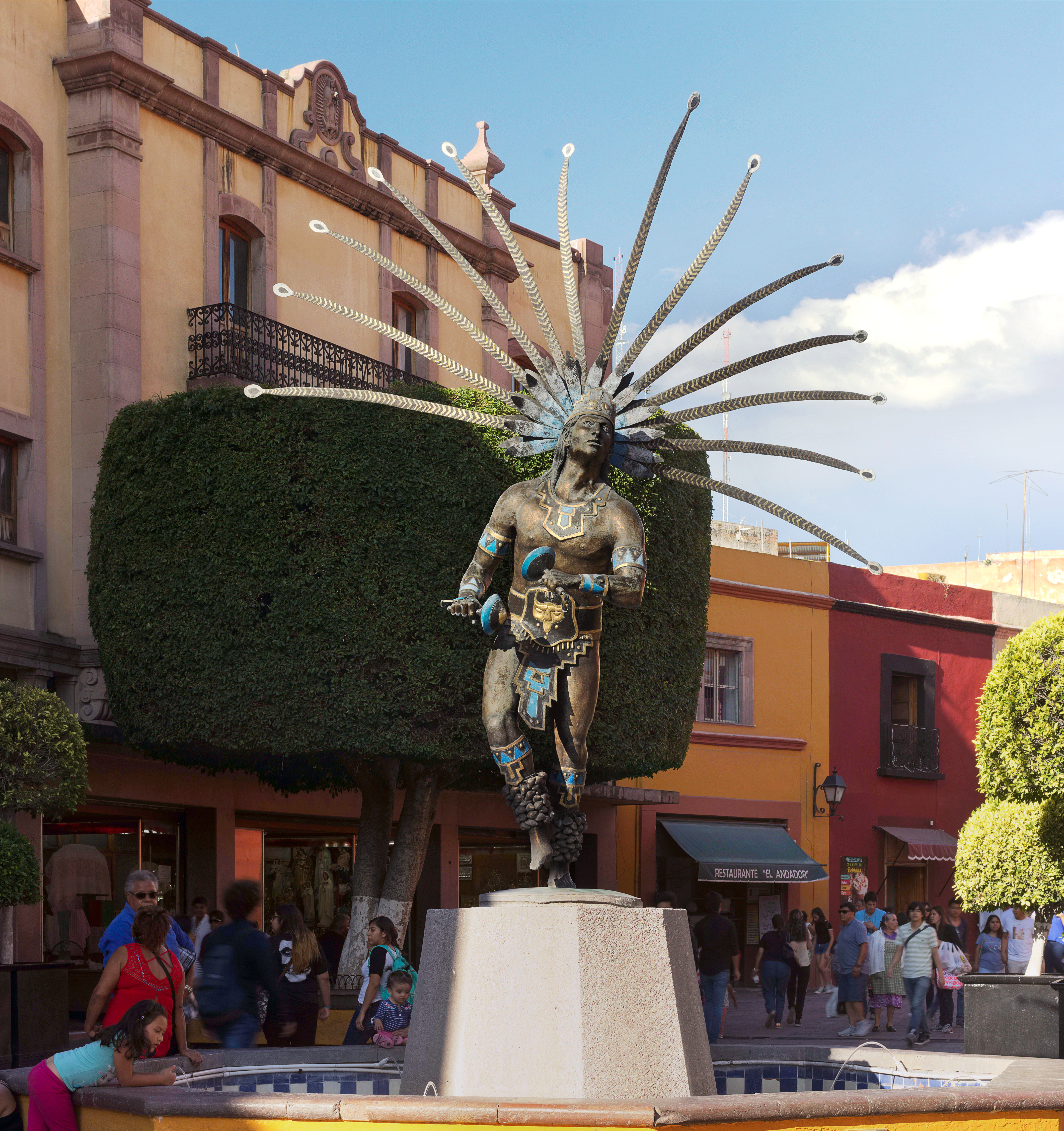
Памятник танцующего индейца
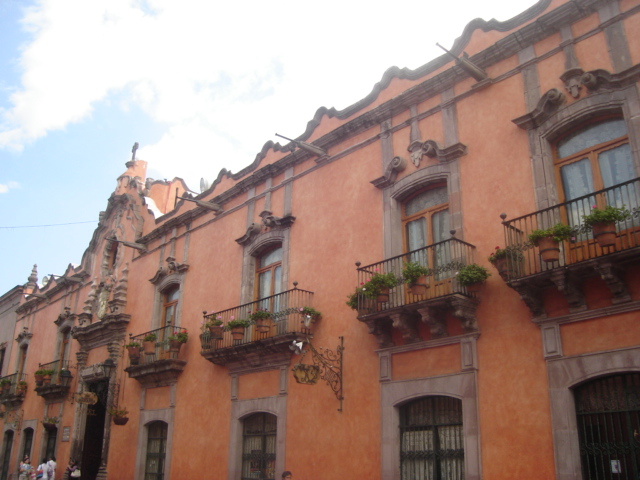
Дом в историческом центре
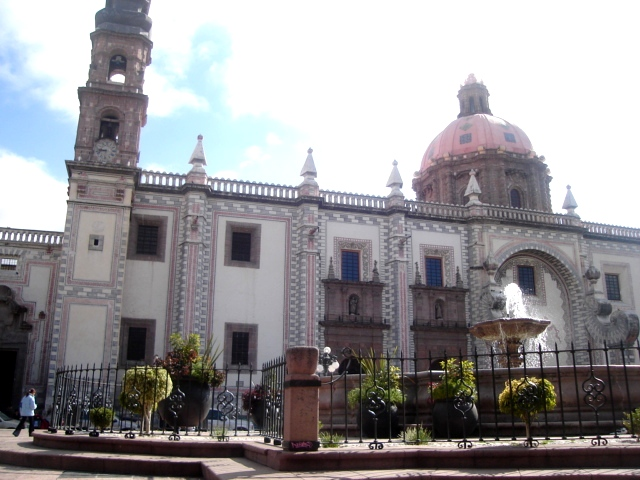
Церковь Святой Розы
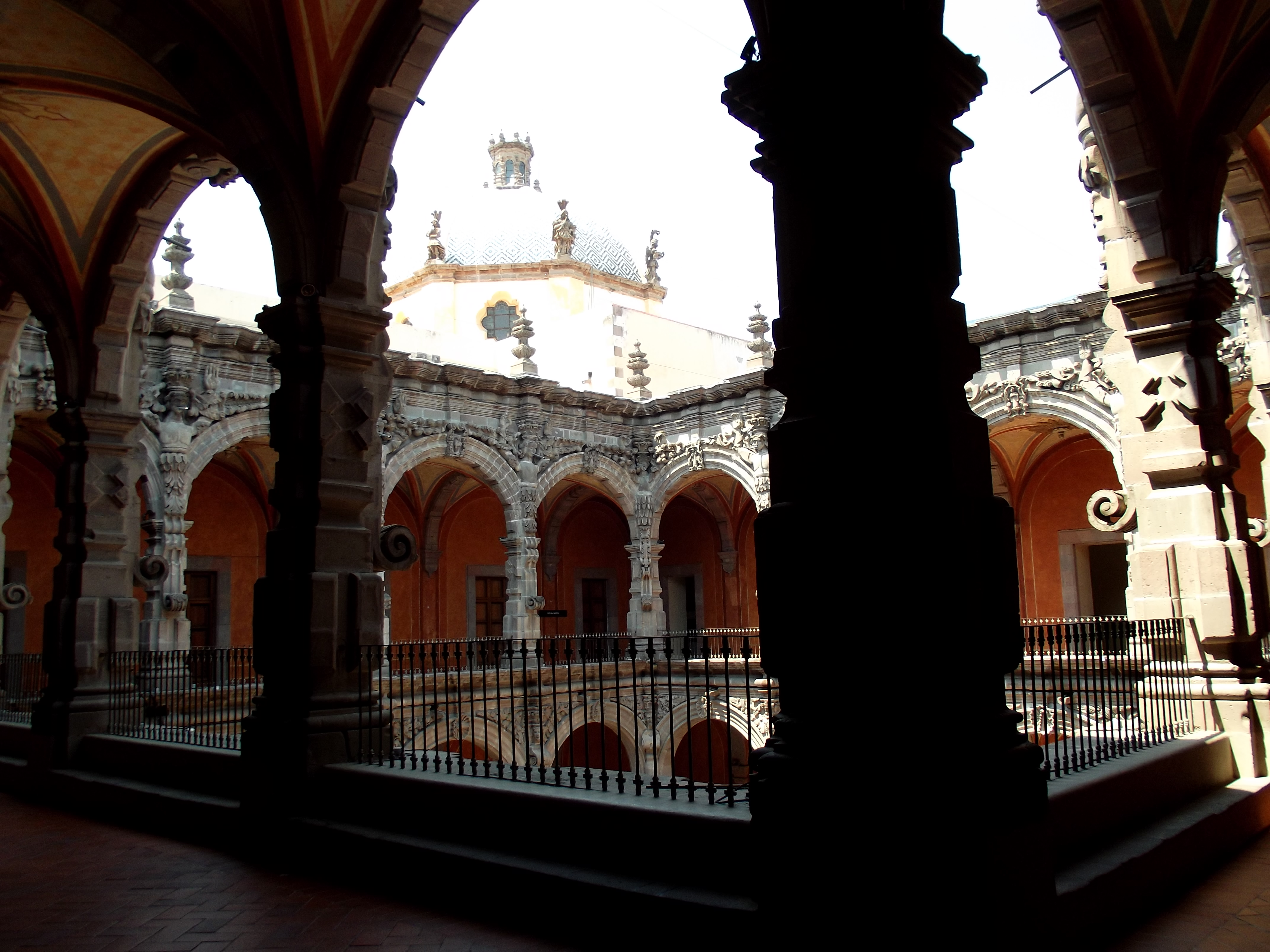
Музей и бывший монастырь Святого Августина